# 長瀬寧次
長瀬 寧次（ながせ やすじ、1943年5月13日 - ）は、日本の経営者。日立化成工業社長を務めた。岡山県出身。

## 来歴・人物
1966年に京都大学工学部を卒業し、1967年に日立化成工業に入社した。1995年に取締役に就任し、1996年に常務、1997年6月に専務、1999年12月に副社長、2001年5月に日立ハウステック社長を経て、2003年4月には社長に就任。2009年4月には取締役に退いた。